# Ray Gillen
Raymond Gillen (ur. 12 maja 1959 roku w Nowym Jorku, zm. 1 grudnia 1993 roku tamże) – amerykański muzyk i wokalista. Gillen współpracował z takimi wykonawcami jak Black Sabbath, Blue Murder, Badlands czy Phenomena.
Muzyk zmarł w nowojorskim szpitalu 1 grudnia 1993 roku z powodu AIDS. W 2006 roku piosenkarz został sklasyfikowany na 100. miejscu listy 100 najlepszych wokalistów wszech czasów według Hit Parader.

## Wybrana dyskografia
Phenomena
- II Dream Runner (1987)

Badlands
- Badlands (1989)
- Voodoo Highway (1991)
- Dusk (1998)

Sun Red Sun
- Sun Red Sun (1995)